# American Truck Simulator
Az American Truck Simulator (rövidítve ATS) egy teherautó-szimulátor játék, melynek fejlesztője és kiadója az SCS Software. A játékot Windows, macOS és Linux operációs rendszerekre 2016. február 2-án adták ki. A játékot először a 2015-ös Electronic Entertainment Expón fedték fel, annak ellenére, hogy 2013 szeptemberében jelentették be. Az ATS Észak-Amerikát modellezi. A játékos eleinte áruk felvételével és leszállításával különböző cégeknek dolgozik, majd, hasonlóan a Euro Truck Simulator 2-höz, a játék előrehaladtával saját céget alapíthat, tud venni kamionokat, depókat és felvenni más kamionsofőröket, hogy neki dolgozzanak.
A játékból 2016. decemberére már több, mint félmillió példányt adtak el.

## Játékmenet
A játék kiadásakor Kalifornia és Nevada államok voltak elérhetőek, így ezek az alap csomag részei. Az SCS Software megerősítette, hogy Arizona államot is ingyenesen megkapják a játékosok, viszont a legtöbb további állam már megvásárolható tartalomként (DLC-ként) lesz elérhető. A gyártó ígéretéhez híven 2016. május 26-án nyílt bétát nyitott, melyben a játékosok tesztelhették az ingyenes Arizona államot, majd június 6-án véglegesen ki is adta azt. Pavel Sebor, az SCS Software vezérigazgatója egy februári interjúban említette, hogy lehetséges, hogy a következő DLC-k Texas, Oregon és Washington államok lesznek.

### Államok

A játékbeli Amerikai Egyesült Államok térképe:
Lemodellezett, játszható államok
Fejlesztés alatt álló államok
Nem elérhető államok

- Az alap játékban lemodellezett államok:  Kalifornia,   Nevada
- Ingyenes DLC-ben lemodellezett államok:  Arizona
- Fizetős DLC-ben lemodellezett államok:  Új-Mexikó,[8]  Oregon,[9]  Washington,[10]  Utah,[11]  Idaho,[12]  Colorado,[13]  Wyoming,[14]  Montana,[15]  Texas,[16]  Oklahoma,[17]  Kansas,  Nebraska,  Arkansas,[18]  Missouri[19]
- Bejelentett, még fejlesztés alatt álló államok:  Iowa,  Illinois,  Louisiana

### Városok
| Állam      | Az alap játékban lévő városok | DLC-ben elérhető városok | Megjelenési dátum   |
| ---------- | --- | --- | ------------------- |
| Arizona    | N/A | Camp Verde, Ehrenberg, Flagstaff, Grand Canyon Village, Holbrook, Kayenta, Kingman, Nogales, Page, Phoenix, San Simon, Show Low, Sierra Vista, Tucson, Yuma     | 2016. június 6.     |
| Colorado   | N/A | Alamosa, Burlington, Colorado Springs, Denver, Durango, Fort Collins, Grand Junction, Lamar, Montrose, Pueblo, Rangely, Steamboat Springs, Sterling             | 2020. november 12.  |
| Idaho      | N/A | Sandpoint, Coeur d'Alene, Lewiston, Grangeville, Boise, Nampa, Twin Falls, Pocatello, Idaho Falls, Salmon, Ketchum                                              | 2020. július 16.    |
| Kalifornia | Bakersfield, Barstow, Carlsbad, El Centro, Eureka, Fresno, Hornbrook, Huron, Los Angeles, Oakdale, Oakland, Oxnard, Redding, Sacramento, San Diego, San Francisco, San Rafael, Santa Cruz, Santa Maria, Stockton, Truckee, Ukiah | N/A | 2016. február 2.    |
| Montana    | N/A | ? | 2022. augusztus 4.  |
| Nevada     | Carson City, Elko, Ely, Jackpot, Las Vegas, Pioche, Primm, Reno, Tonopah, Winnemucca | N/A | 2016. február 2.    |
| Oregon     | N/A | Astoria, Bend, Burns, Coos Bay, Eugene, Klamath Falls, Lakeview, Newport, Ontario, Pendleton, Portland, Salem, The Dalles                                       | 2018. október 4.    |
| Texas      | N/A | ? | 2022. november 15.  |
| Új-Mexikó  | N/A | Santa Fe, Las Cruces, Alamogordo, Artesia, Carlsbad, Hobbs, Roswell, Socorro, Clovis, Albuquerque, Tucumcari, Raton, Farmington                                 | 2017. november 9.   |
| Utah       | N/A | Cedar City, Logan, Moab, Ogden, Price, Provo, Salina, Salt Lake City, St. George, Vernal                                                                        | 2019. november 7.   |
| Washington | N/A | Aberdeen, Bellingham, Colville, Everett, Grand Coulee, Kennewick, Longview, Olympia, Omak, Port Angeles, Seattle, Spokane, Tacoma, Vancouver, Wenatchee, Yakima | 2019. június 11.    |
| Wyoming    | N/A | Jackson, Evanston, Rock Springs, Riverton, Rawlins, Sheridan, Casper, Gillette, Laramie, Cheyenne                                                               | 2021. szeptember 7. |
| Oklahoma   | N/A | ? | ?                   |
| Kansas     | N/A | ? | ?                   |

## Fejlesztés
A játékot 2013. szeptember 6-án jelentette be, majd a 2015-ös E3-on mutatta be az SCS Software.
2014. április 11-én bejelentették, hogy a játékban több mint 100 város lesz lemodellezve, valamint több képet is közzé tettek. 2015. január 26-án egy videót tettek közzé a YouTube-on, amiben a játék korai változata látható. 2015. december 18-án az SCS a saját blogján jelentette be a tervezett kiadási dátumot, ami 2016. február 3-a volt. A játékban egyelőre csak a Kenworth és a Peterbilt márka kapott helyet, de ezeket több márka fogja követni. Először Kalifornia és Nevada államok kerültek a játékba, majd innen fogják bővíteni. Az SCS azt tervezi, hogy idővel az egész észak-amerikai kontinens bekerül majd a játékba. Annak ellenére, hogy 2016. február 3-ára tervezték a játék kiadását, egy nappal hamarabb adták ki.
2016. február 2-án egy blogposztban, amiben tisztázták többek között az opercáiós rendszereket, melyeken a játék fut, az árakat és a Steam kötelező használatát, megemlítették azt is, hogy a hivatalos támogatás csak a játék 64 bites operációs rendszerekre írt változatára vonatkozik. Ennek ellenére lehetőség van egy nem támogatott 32 bites változatot játszani.
2016. június 23-án az SCS bejelentette, hogy az egész eddigi környezet méretarányát 1:35-ről 1:20-ra növeli (ez 75%-kal hosszabb utakat eredményez városon kívül). Közel egy hónapnyi nyílt béta fázis után végül 2016. december 12-én hivatalosan is kiadták az 1:20-as méretarányú világot az 1.5-ös, ingyenes frissítés keretében.
A játék kiadásának első évfordulóján, 2017 februárjában az SCS Software bejelentette, hogy a következő, immáron fizetős állam Új-Mexikó lesz. Kiadására 9 hónappal később, november 9-én került sor, amivel 14 újabb város és 4000 mérföldnyi autóút került a játékba.

## Kamionok
A közösség több tagja nem nézte jó szemmel, hogy csak 2 kamion lesz elérhető majd a játék kiadásakor (Peterbilt 579 és Kenworth T680), erre az SCS Software 2016. január 25-én reagált saját blogján, amiben jogi problémákra hivatkoznak, és amint ezeket a PACCAR csoport segítségével megoldják, a Kenworth W900 és a Peterbilt 389 kamionok bekerülnek a játékba. Később, 2018-ban a Volvo kamionja is belekerült a játékba.
A játékban vezethető kamionok:
- Peterbilt 579
- Kenworth T680
- Kenworth W900 (2016. február 15. óta)[34]
- Peterbilt 389 (2016. november 3. óta)[35]
- Volvo VNL (2018. november 5. óta)[33]
- International LoneStar (2019. december 12. óta)[36]
- Mack Anthem (2020. április 28. óta)[37]
- Western Star 49X (2020. szeptember 30. óta)[38]

## Fogadtatása
| Összegzőoldal | Értékelés |
| ------------- | --------- |
| GameRankings  | 76%       |
| Metacritic    | 76/100    |

| Szerző        | Értékelés |
| ------------- | --------- |
| Destructoid   | 8,5/10    |
| PC Gamer (UK) | 80/100    |
| Polygon       | 8/10      |

Az American Truck Simulator-t a kritikusok összességében pozitívan értékelték. A szimulátor a Metacritic oldalon 76/100-as összesített értékelést kapott.